# Gare de Bénesse-Maremne
La gare de Bénesse-Maremne est une gare ferroviaire française de la Ligne de Bordeaux-Saint-Jean à Irun située sur le territoire de la commune de Bénesse-Maremne, dans le département des Landes, en région Nouvelle-Aquitaine.

## Situation ferroviaire
Cette halte est située au point kilométrique 178,088 de la ligne de Bordeaux-Saint-Jean à Irun. Son altitude est de 17 mètres. Elle se situe entre les gares de Labenne et Saint-Vincent-de-Tyrosse.

## Histoire
En 2022, la fréquentation de la gare était de 21 700 voyageurs contre 13 991 voyageurs en 2019 et 7 184 voyageurs en 2014.
En 2013, les quais ont été totalement réaménagés en prévision de l'arrivée  de trains Régiolis et afin de faciliter l'accès aux trains pour les personnes à mobilité réduite.

## Service des voyageurs

### Accueil
Le bâtiment voyageur est aujourd'hui fermé et inaccessible. Les quais comprennent un guichet automatique et un abri pour les voyageurs. La gare ne comprend pas de parking, mais une bande de terrain situé à proximité accueille les véhicules. Cependant, des espaces prévus pour attacher des vélos sont situés à proximité de la voie 2.

### Desserte
La gare est desservie par des trains TER Nouvelle-Aquitaine avec une dizaine d'aller-retours par jour de la relation Hendaye-Bayonne-Dax omnibus, ainsi que par un aller-retour par jour entre Hendaye et Bordeaux.

## Galerie

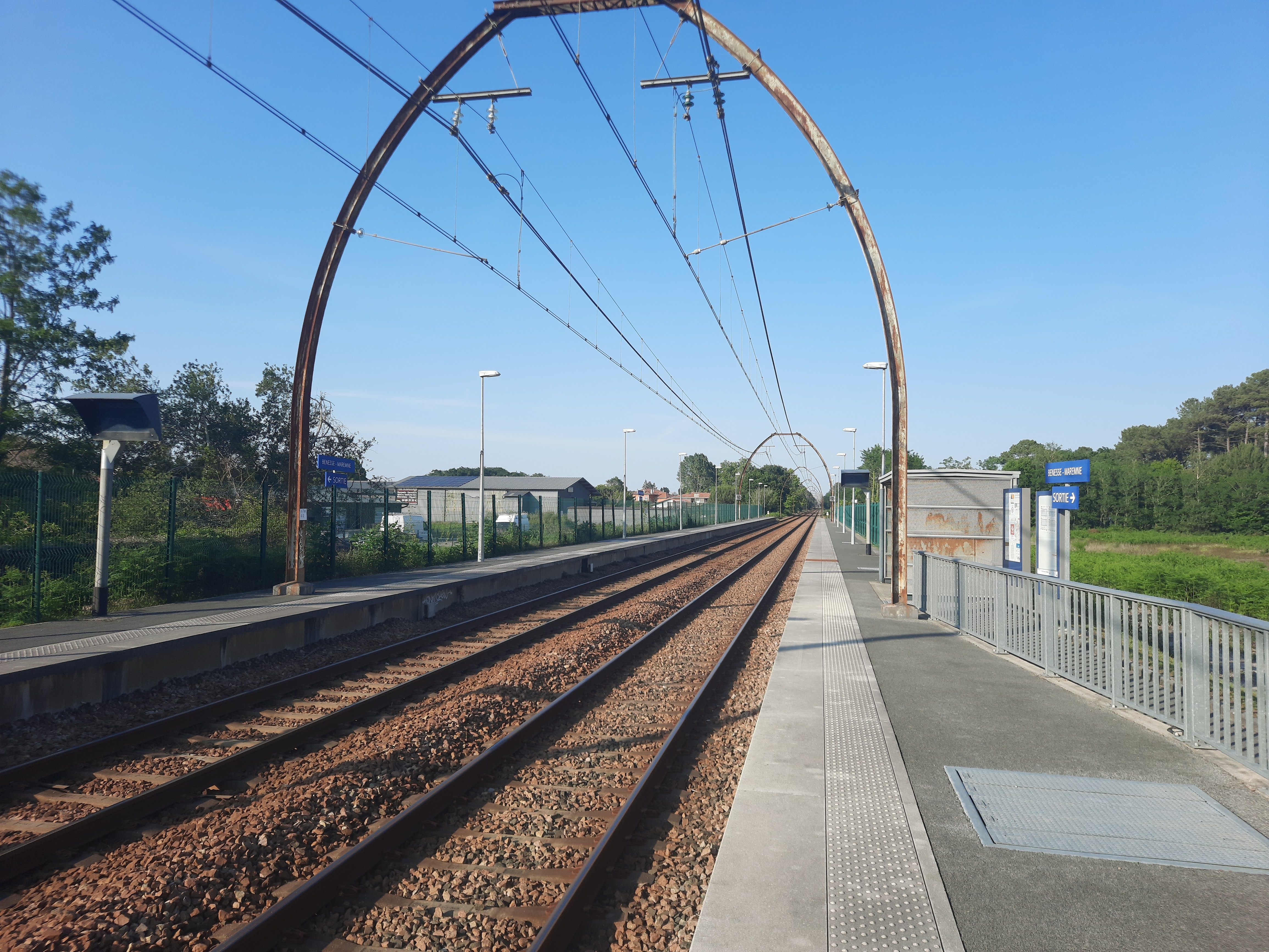
Vue de la gare, depuis la voie 1.
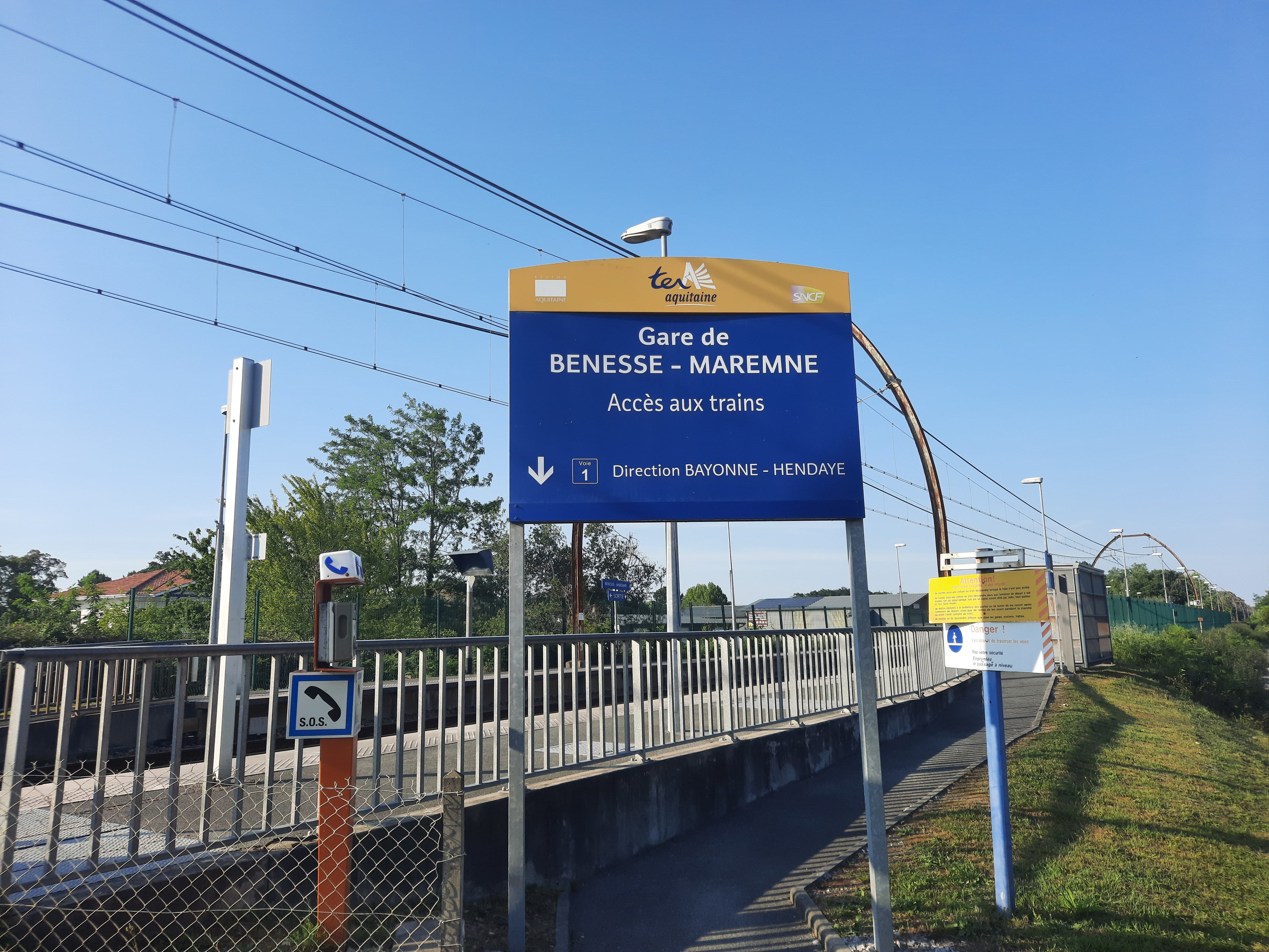
Panneau d'information (Voie 2).
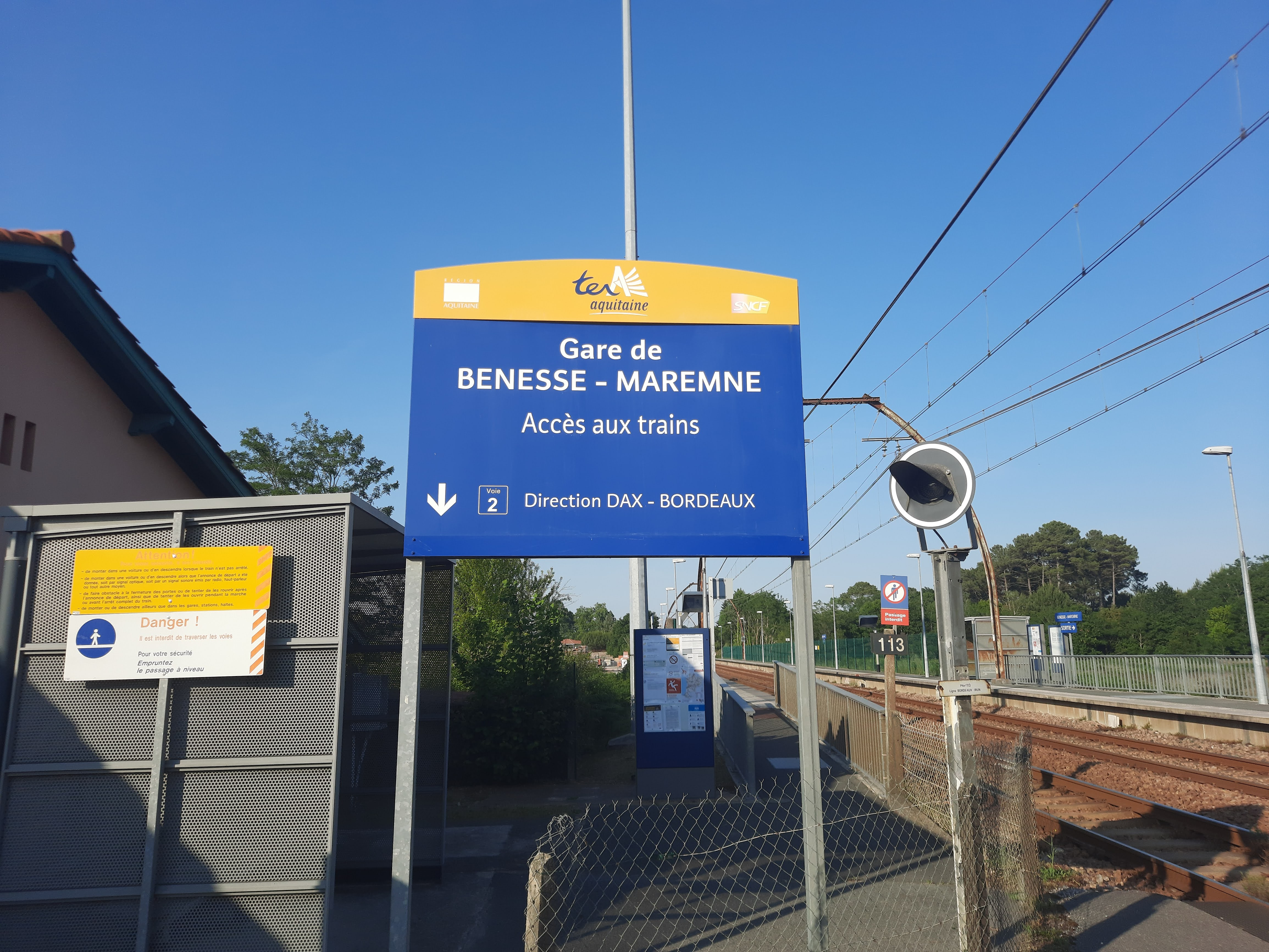
Panneau d'information (Voie 2).